# Pteris woodwardioides
Pteris woodwardioides là một loài thực vật có mạch trong họ Pteridaceae. Loài này được Bory miêu tả khoa học đầu tiên năm 1810.